# Basil Al Bayati
Basil Al Bayati   (Bagdad, 13 de maig de 1946) és un arquitecte, dissenyador i escriptor iraquià que ha viscut i treballat en gran part a Europa, en particular a Londres (Regne Unit). Neil Bingham al seu llibre 100 anys de dibuixos d'arquitectura: 1900-2000, l'ha qualificat com «un arquitecte en qui l'Orient es troba amb l'Occident». Al Bayati és un dels noms més importants en l'arquitectura metafòrica, una àrea pionera en l'avantguarda, que fa servir l'analogia i la metàfora com a inspiració arquitectònica, així com l'"exploració de la geometria i patrons de disseny que es troben en la natura".
També és l'inventor del que anomenà "mecanisme de l'aparell excitant (wasitah)", un mecanisme de retroalimentació geomètrica per a generar la forma.
Al llarg dels seus quasi 50 anys treballant en el camp de l'arquitectura, també ha dissenyat mobles i peces artístiques per a la llar usant tècniques variades com metalls, marqueteria, cristalleria, treballs de ceràmica i pedra; també és autor de 9 llibres, principalment sobre l'arquitectura però també de ficció i autobiografia.
"El seu treball es manifesta en plans i publicacions que expressen una exuberància de formes visuals poc comunes en el món àrab de hui. (...) Els seus projectes abasten una àmplia varietat de possibilitats arquitectòniques i transcendeixen les pautes generalment acceptades. (...) En tots els seus edificis una obsessió orgànica amb formes de flors i antiga simbologia islàmica s'ha fusionat en una arquitectura fantàstica alternativa per a l'avenir."
Ara viu a Màlaga, al sud de l'estat espanyol, on dirigeix un centre d'arquitectura i cultura.

## Primers anys i educació
Basil Al Bayati nasqué el 13 de maig del 1946 al barri d'Adhamiya de Bagdad (Iraq), el sisé de deu fills.
Estudià en la Facultat d'Arquitectura del Col·legi Universitari d'Enginyeria, Universitat de Bagdad, sota la direcció del Dr. Mohamed Makiya.
Poc després es feu membre de la Unió d'Enginyeria Iraquiana, la Societat d'Arquitectes Iraquians i la Societat d'Enginyers de Kuwait.
Al 1970 es trasllada a Londres per continuar els estudis i se li concedeix una beca del Consell Britànic per assistir a University College de Londres, Escola d'Estudis Ambientals, Unitat de Planificació del Desenvolupament, estudiant amb el professor Patrick Wakely abans d'assistir a l'Architectural Association School of Architecture, on treballa amb Paul Oliver, Geoffrey Broadbent i John Chris Jones.
Rep un diploma en el curs de postgrau de "Mètode de Disseny i Procés Creatiu". Després continua la seua recerca en psicologia de la creativitat amb Andrew Szmidla i passa un any investigant enginyeria estructural amb Paul Regan abans d'adquirir un BS (Bachelor of Science) de la Politècnica del centre de Londres el 1978. Aquest mateix any es registra en Architects Registration Board (ARB) i el 1980 és triat membre corporatiu de Reial Institut d'Arquitectes Britànics. El 1981 és membre de la Facultat de Construcció (ara Fòrum de Medi ambient Construït); el 1982 va ser triat membre de l'Incorporated Association of Architects and Surveyors, ara Associació Col·legiada d'Enginyers d'Edificació, així com de l'Institut Britànic de Disseny d'Interiors.
El 1986, rep el títol de doctor en Filosofia de la Universitat de Londres, Escola d'Estudis Orientals i Africans pels seus estudis sobre l'arquitectura islàmica.
Al Bayati va viatjar i estudiar diversos tipus d'arquitectura indígena arreu del món, en particular a l'Índia, Xina i el Proper i Mitjà Orient i en tornar fou membre de la Royal Geographical Society així com de la Reial Societat Asiàtica, la Societat Britànica d'Estudis de l'Orient Mitjà i la Societat d'Estudis Marroquins.

## Carrera
Després de graduar-se en la Universitat de Bagdad, va obrir el primer despatx, Basil Al Bayati & Partners, a Bagdad, amb una sucursal a Bàssora.
El 1970 es trasllada a Londres per continuar els estudis i treballà en una sèrie d'estudis d'arquitectura abans de convertir-se en consultor d'Orient Mitjà en Fitzroy Robinson & Partners. Ací, a mitjan anys 70, treballà en un projecte per reconstruir l'Estadi White City, així com un nou desenvolupament de Liverpool Street-Broad Street que comprén una terminal de trens, botigues, oficines, hotel i instal·lacions comunitàries.
A la fi dels anys 70 obri la seua primera oficina a Londres, Basil Al Bayati Architect, a Knightsbridge.
El 1983, trasllada les seues oficines a un antic molí que havia restaurat i renovat a Miller’s Way (el Camí de Moliner), a Shepherd's Bush. Aquest és el moment més actiu en la seua carrera, un període molt creatiu, dissenyant i renovant edificis, tant a Londres com en tot l'Orient Mitjà. Gran part del seu treball en aquest moment es publicà, com ara Basil Al Bayati: Arquitecte i Basil Al Bayati: Obres Recents, resultat d'una relació fructífera amb Andreas Papadakis, de l'editorial Academy Editions.
El 2003, trasllada les seues oficines al que ja era el seu estudi privat en St. Paul's Studios, 141 Talgarth Road, en un dels famosos estudis d'artistes dissenyat per Frederick Wheeler al 1890.
El 2008, es trasllada a Màlaga (estat espanyol). Allí adquireix un edifici de cinc plantes dissenyat per Gerónimo Cuervo, l'arquitecte responsable d'alguns edificis emblemàtics de Màlaga. Poc després, treballa en la renovació total de l'edifici, i el converteix en un centre d'arquitectura, i en el seu estudi.
Segons Jim Antoniou, "ha creat una arquitectura basada en símbols escarits i nocions històriques que fan servir patrons geomètrics des de patis quadrats a ziggurats arcats; reprodueix objectes de grandària exagerada, des de llibres oberts a palmeres, i explora la tecnologia des de globus gegants fins a transbordadors espacials islàmics. En la realització d'aquests projectes, Al-Bayati ha demostrat una capacitat de traduir el significat dels símbols en edificis dinàmics i viables, mentre que conserva la senzillesa de la idea primigènia, en part perquè es basa en la recerca reflexiva, i en part perquè dona forma a nocions simples. "Ell per tant és capaç de crear arquitectura amb totes les qualitats i percepcions dels edificis viables inherents. Perquè encara que els seus edificis es basen en conceptes simples i sovint es presenta en una escala exagerada, la seva atenció al detall permet que els constructors romanguin no molt llunyà dels seus dissenys inusuals. "

## Obres notables

### Gran Mesquita d'Edimburg, 1987

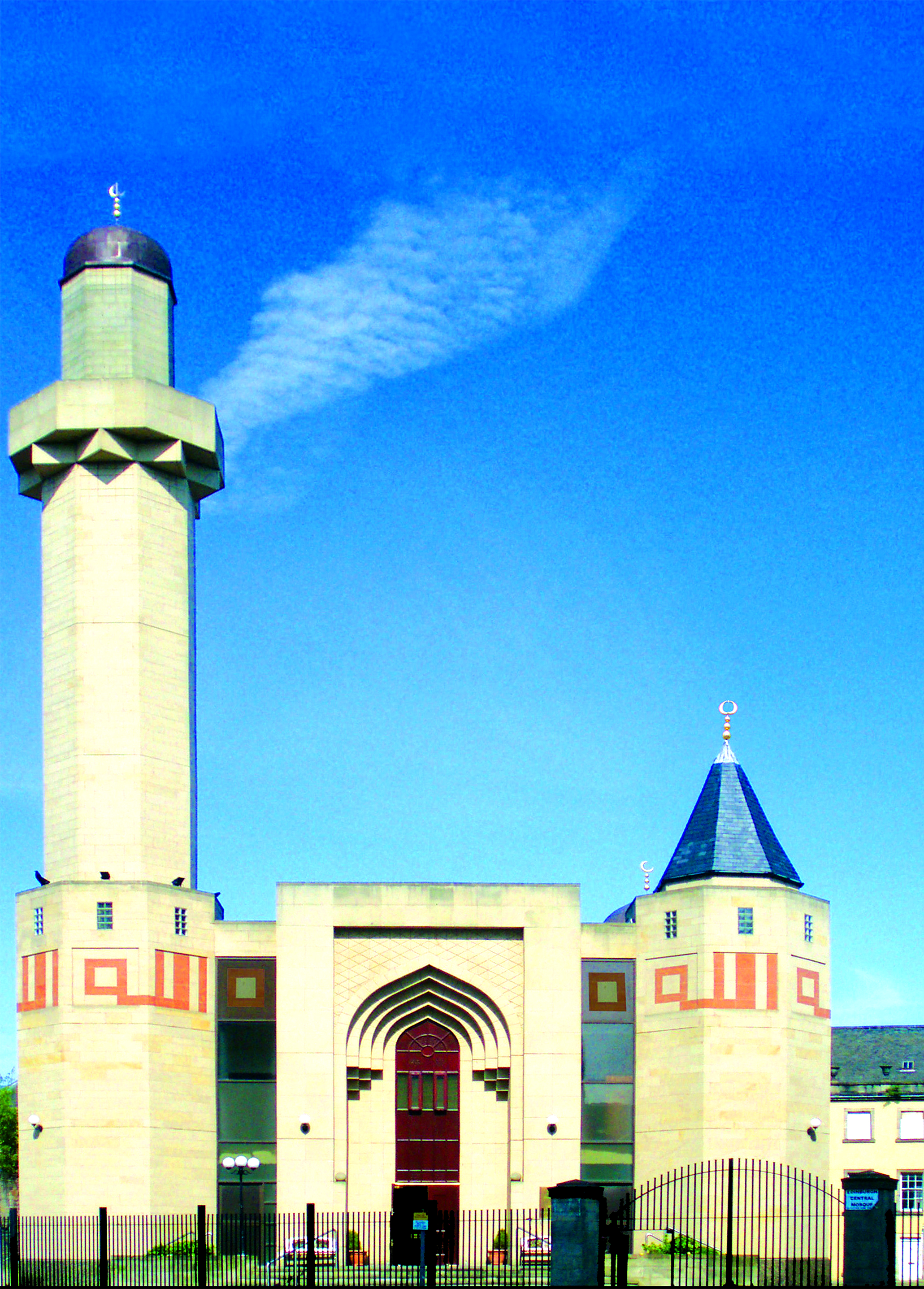
La Gran Mesquita d'Edimburg

Al Bayati és famós en especial per la Gran Mesquita d'Edimburg, de la qual Geza Fehervari, professor d'Art i Arqueologia Islàmica a la Universitat de Londres, ha dit que "els elements arquitectònics i detalls decoratius, mentre que, bàsicament, es basen en tradicions islàmiques, principalment turques, interactuen amb èxit amb els costums ancestrals arquitectònics i decoratius d'Escòcia".
"L'esquema detallat d'Al-Bayati combina els texts cal·ligràfics de l'arquitectura de la mesquita amb un motiu de quadres subtilment derivat de la tela escocesa de tartà."

### La Mesquita de la Palmera (Jama’a Al-Nakheel), Universitat Rei Saud, Riad, 1984

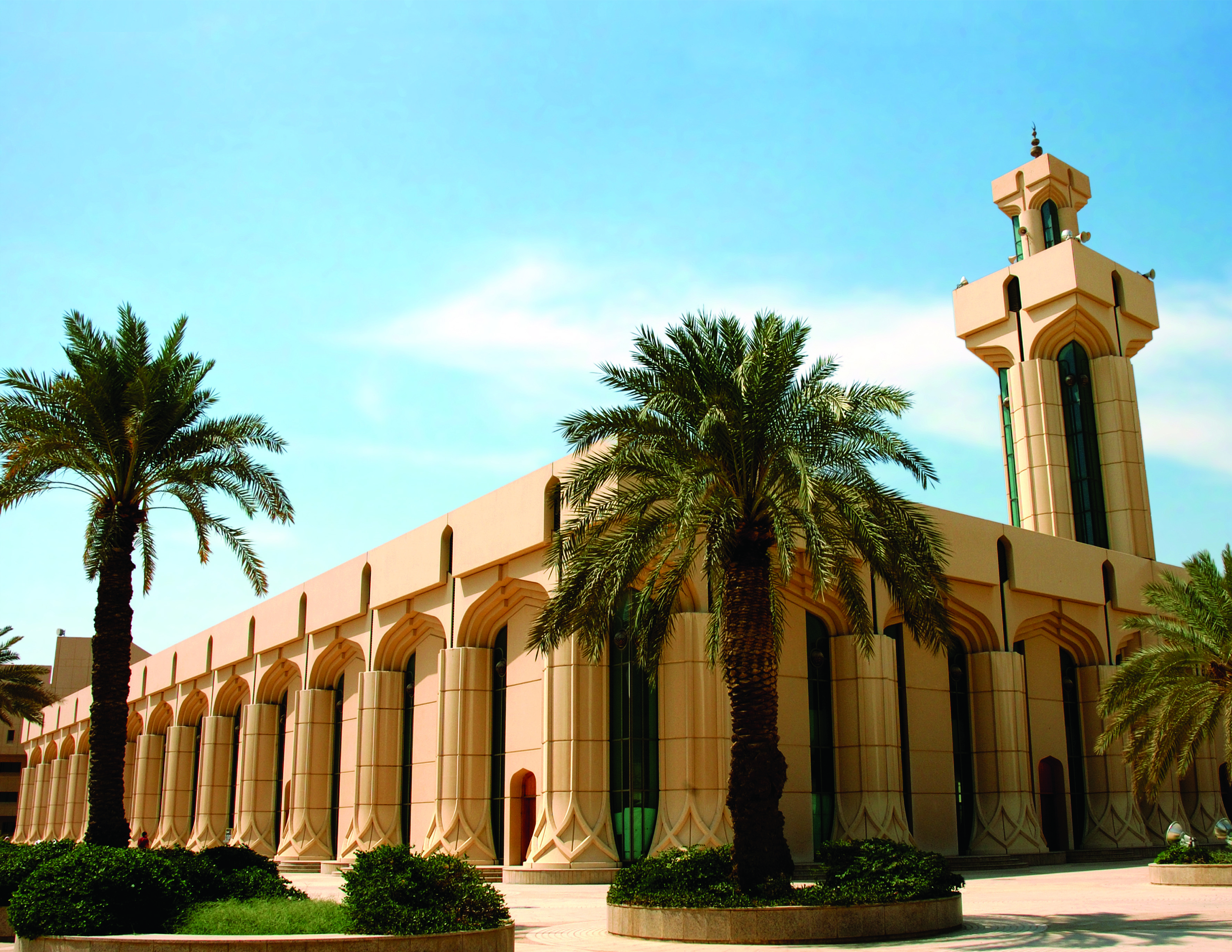
La Mesquita de la Palmera a la Universitat Rei Saud, Riad

Al 1982, Al Bayati guanya el primer premi en el concurs per construir la mesquita principal de la Universitat Rei Saud. En el disseny incorpora el motiu del tronc de la palma, com s'utilitza en la primera Mesquita del Profeta de Medina. Fou molt elogiat i fins i tot s'afirmà que "marcarà el començament d'una nova era, un nou renaixement de l'arquitectura islàmica."
La cal·ligrafia interior per sobre de les portes i en el mihrab va ser fet per Ghani Alani, un alumne de Hashem a el-Khattat i l'últim de l'Escola de Bagdad de la Cal·ligrafia. Ghani Alani també va ensenyar a Dr. Baiati mentre estudiava a la Facultat d'Enginyeria a Bagdad. L'edifici també va ser nominat per al Premi Aga Khan d'Arquitectura el 1992.

### Universitat Rei Saud, porta de l'Entrada (Fe i Coneixement), Riad

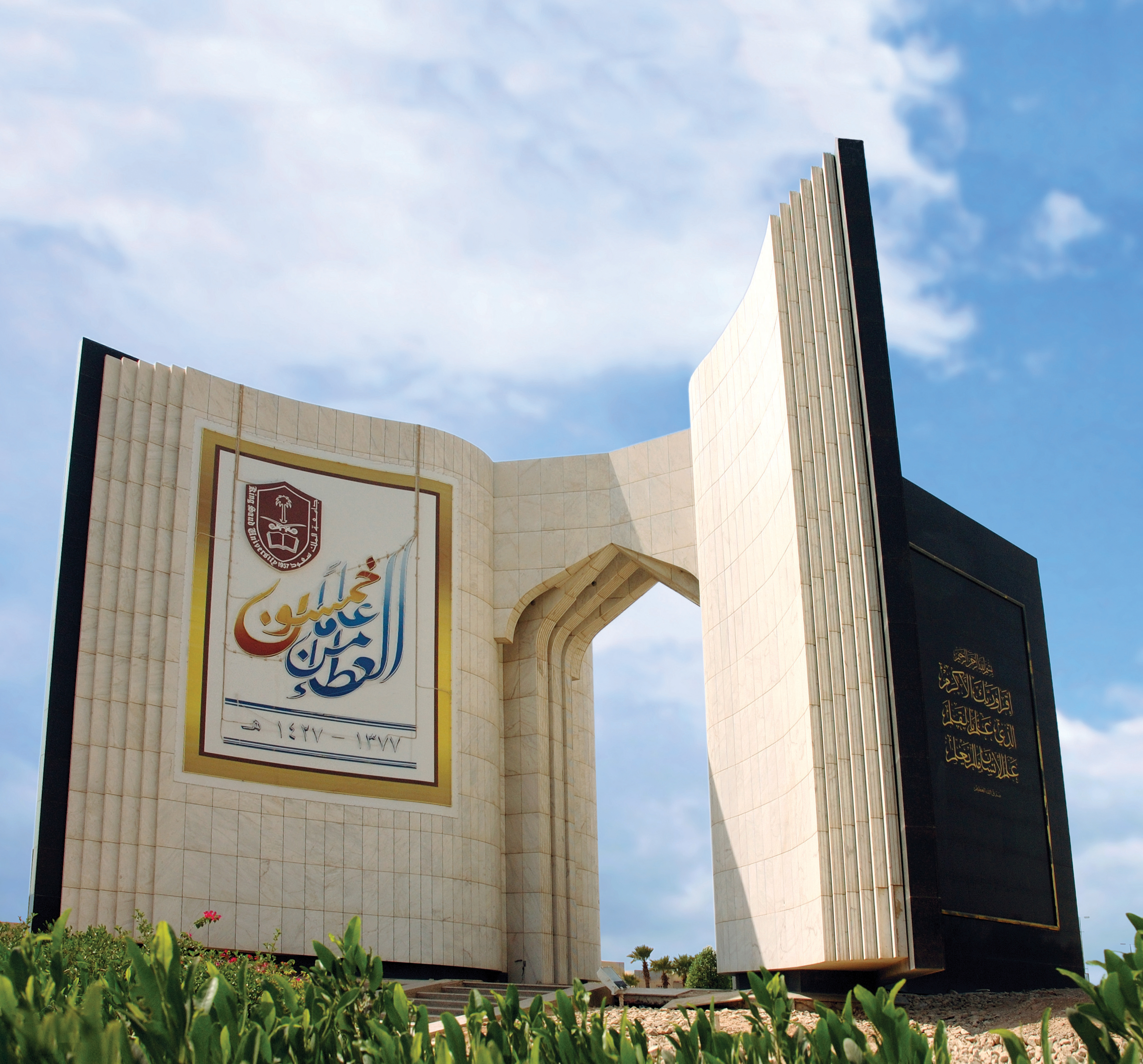
Universitat Rei Saud, porta d'Entrada, Riad

El disseny de Bayati per a les portes d'entrada de la Universitat Rei Saud se centra en el tema de la fe i el coneixement, dos pilars de l'islam: "El coneixement no pot prescindir de la fe ni la fe pot ignorar el coneixement perquè l'islam sempre demana que la fe i el coneixement actuen en paral·lel."
"El disseny consisteix en dos llibres que representen el coneixement i la fe. Han estat col·locats de tal manera que les pàgines estan enclavades per demostrar la relació entre la fe i el coneixement. Alguns versicles del Sagrat Alcorà sobre la fe i el coneixement estan escrits en bella escriptura a la portada de cada llibre."

### Church Island House, Staines, 1987

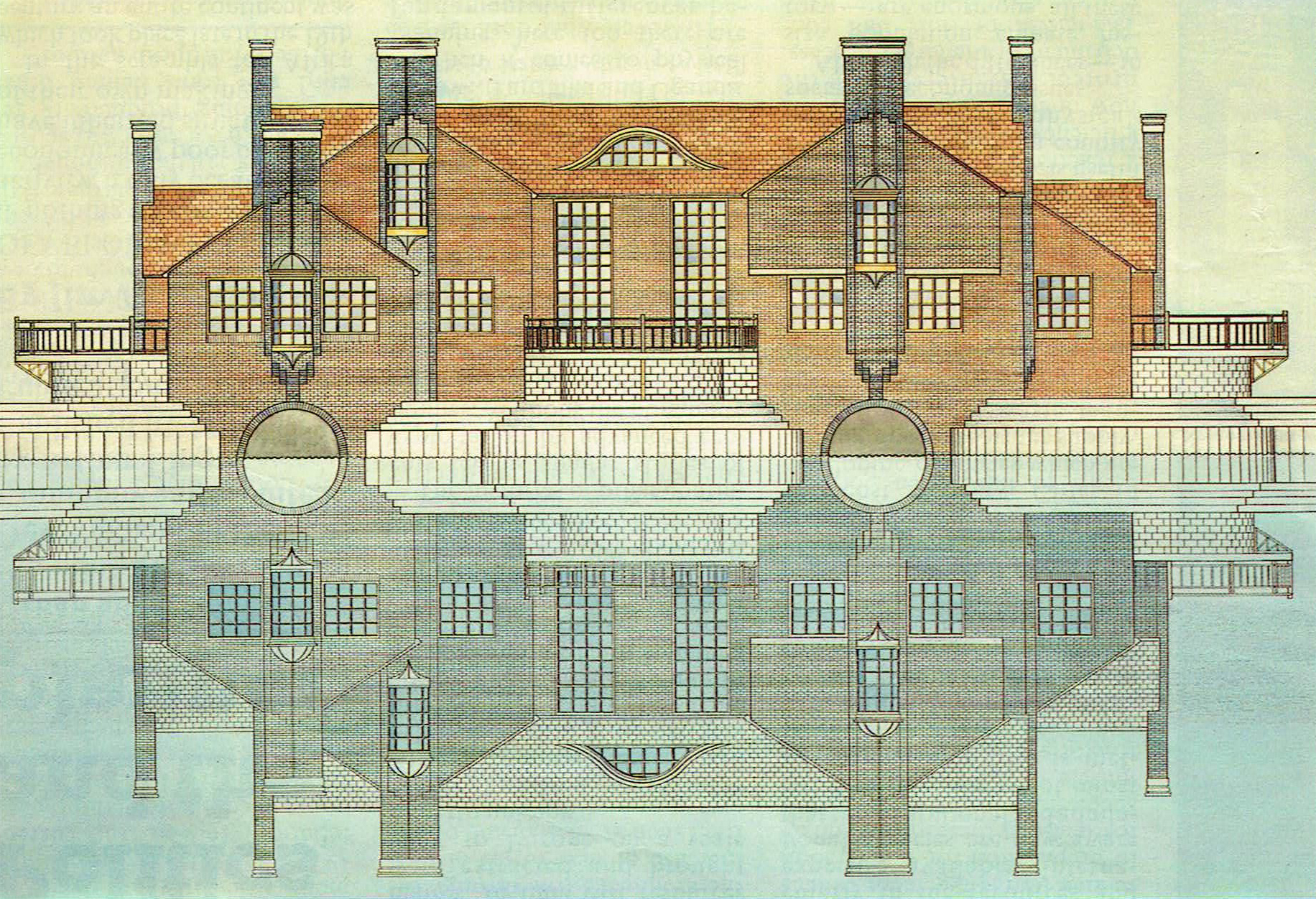
Ésglésia Island House al Thames, Staines

L'església Island House és un edifici encarregat per l'editor de l'Academy Editions i la revista Architectural Design, Andreas Papadakis.
"Per a la seua mansió de luxe a la seua "illa grega al Thames", no va triar Michael Greus, un dels deconstructivistes, o fins i tot CZWG, sinó la clàssica pragmàtica de Basil Al Bayati, a qui va instruir per dissenyar una casa de camp en estil anglés del primeria de segle". El pla de la casa es basa en unitats múltiples de formes estructurals geomètriques i empra la rajola en un estil postmodern d'art i artesania. Fou "dissenyat de manera vernacla, usant materials de construcció semblants als que s'empraven tradicionalment a la zona".

### Hyde Park Gate Mews, Londres, 1990

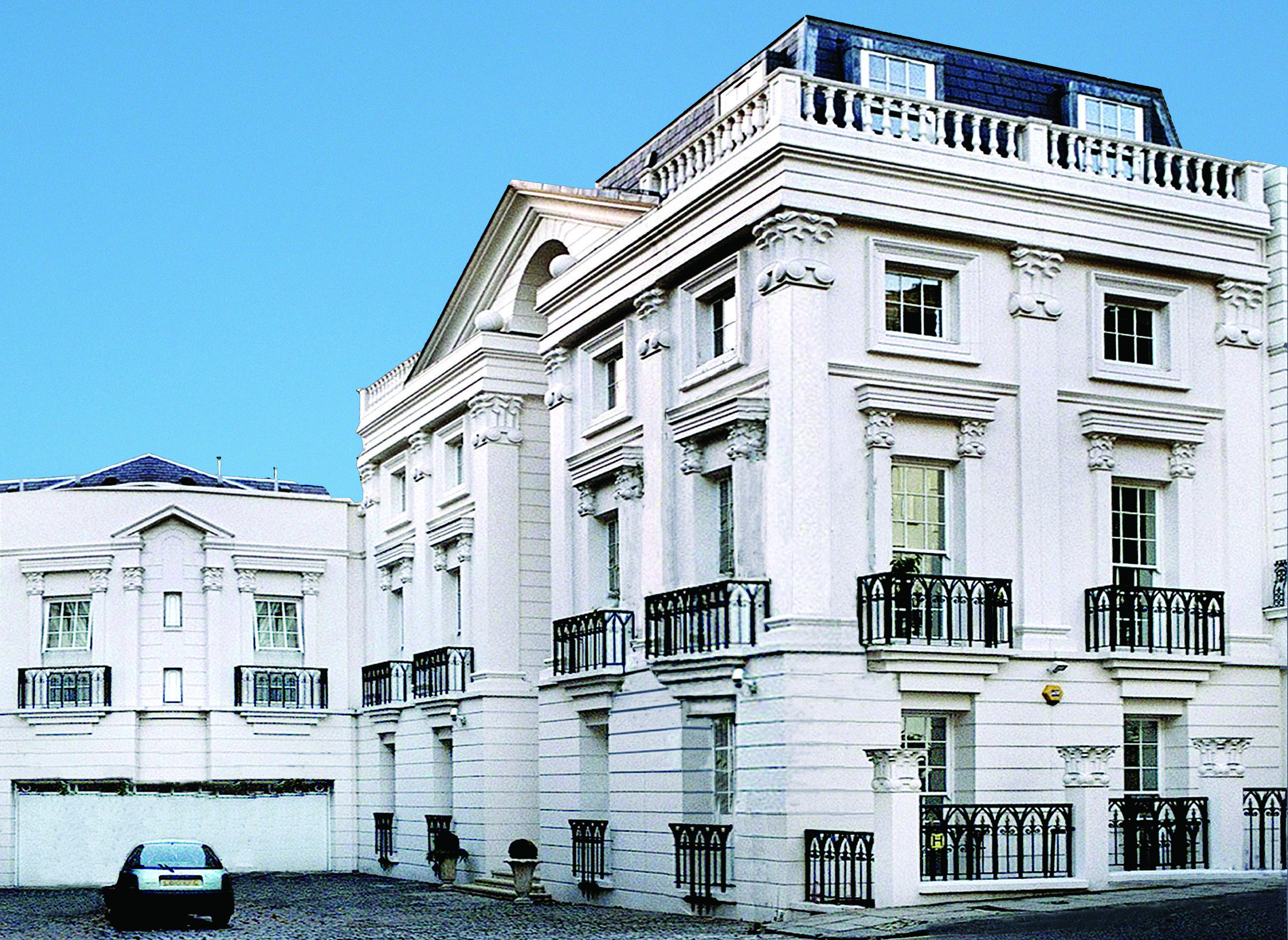
Hyde Park Gate Mews, Londres

Aquest edifici reflecteix l'aspecte més clàssic de l'arquitectura d'Al Bayati i és un adossat postmodern clàssic de quatre pisos al bell mig de Kensington. La revista Architectural Design en diu:
"Està sumit en la història de l'arquitectura islàmica, i profundament inspirat per les torres de tombes perses, mesquites del Caire, palaus mogols, etc. Tanmateix, també està motivat pel classicisme occidental, com ara el seu projecte del Park Gate, Londres, tret del sistema clàssic de la proporció, així com l'ús de columnes i sostres amb golfes."
L'edifici es pot veure com a part del passeig arquitectònic de The Decorative Arts Society (La Societat d'Arts Decoratius) anomenat 'Un passeig per i al voltant de' Albertopolis .

### Poble Oriental al Costat del Mar, República Dominicana, 1988
El Poble Oriental al Costat del Mar "es basa en edificis de tipus oriental, organitzats en un pla al voltant de patrons d'insectes i plantes. L'exoesquelet d'una libèl·lula forma el cos principal del disseny de l'edifici, la boca triangular d'escales al passeig marítim que en duu al vestíbul d'entrada: el cap circular de la criatura. El cos llarg segmentat groc de l'insecte és el passadís central, amb il·luminació de cúpula, que s'entrellaça amb una branca d'un arbre: la tija n'és una carretera i les fulles els sostres de condominis i instal·lacions de lleure. Les baies colorides són vil·les coronades amb sostres en forma de con que pretenen ser una reminiscència dels temples xinesos."
El disseny en fou guardonat amb el premi Subcampionat i un esment d'honor en el Concurs de Las Terrenas d'Arquitectura, 1988.

### La Tomba de Gul Bava, Budapest, 1987

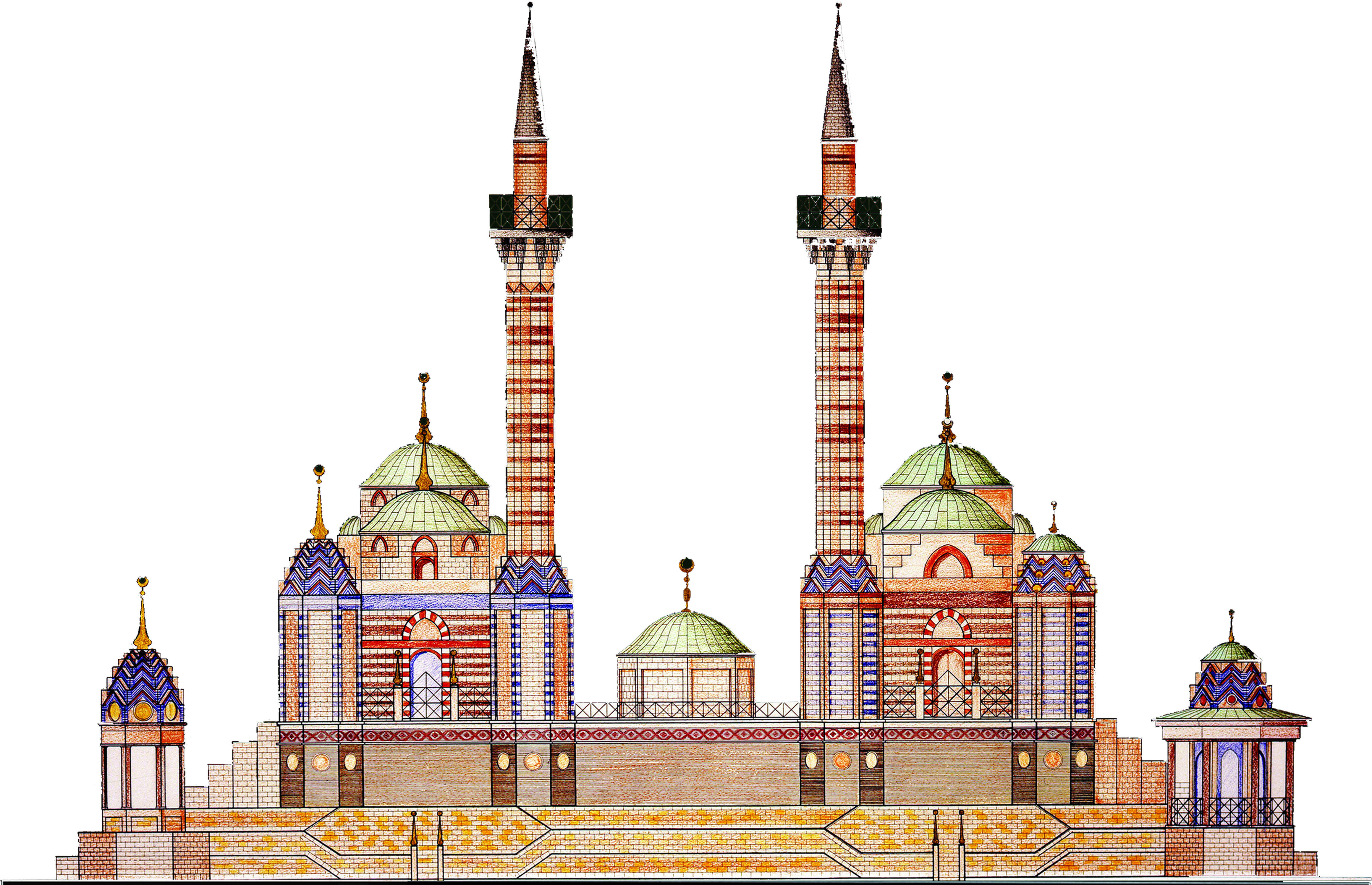
Recinte de Gul Bava Torbi, Budapest

"El disseny del Dr. Bayati presenta un gran conjunt que combina reïxidament els estils de l'arquitectura otomana (tal com es realitzava a Europa de l'Est) i l'arquitectura hongaresa en l'estil de Lechner. La plataforma on se situarà aquest complex ja està dempeus. Els nous edificis queden a dreta i a esquerra de la tomba. L'edifici a l'esquerra, o més precisament al sud de la tomba, és una mesquita. És coberta de tres cúpules, la del centre més alta que les laterals. Pel clima fred del país, la mesquita és completament coberta i de forma rectangular. Atès que el color és molt evident tant a l'exterior com dins l'edifici, es preveu que el mihrab es recobrirà amb taulells del tipus Zsolnay i s'emmarcat amb una vora rectangular amb una inscripció alcorànica".

### Centre Cultural d'Al-Diriyya, Departament d'Antiguitats i Museus,Aràbia Saudita
"Inspirat en les ruïnes d'Al-Diriyya l'arquitecte Basil Al-Bayati en el seu disseny per al nou centre cultural n'ha incorporat algunes antigues característiques arquitectòniques. Hi ha les parets clivellades de fang amb contraforts quadrats i circulars evocant les antigues fortificacions, així com perforacions triangulars ornamentals disposats en fileres imitant les parets dels edificis antics; les portes, també, tenen porcions encastades de manera tradicional. Així l'estil del nou edifici reforça la connexió amb les ruïnes de l'antiga capital."

## Altres obres

### Mobles
En acabant els estudis i mentre dirigia la primera oficina, s'interessà pel disseny de mobles. Molts d'aquests primers dissenys es crearen en especial per als projectes arquitectònics en què estava treballant. Fets de fusta tallada, elaborats amb l'assistència del fuster de formació clàssica Faruq al-Najjar, mostren adorns d'estil d'Assíria i Sumer, juntament amb mocàrabs (barreja de petxines i trompes), com es pot veure a les oficines del degà de la Universitat de Bàssora.
A principis dels anys 80, Al Bayati continua experimentant amb el disseny de mobles, barrejant talla en fusta amb dissenys florals amb marqueteria geomètrica.
Gran part d'aquest treball el va fer al Caire i l'Índia i en feu dissenys específicament per a les cases que havia construït a l'Orient Mitjà. Algunes d'aquestes peces s'exhibeixen al seu centre de Màlaga.
A mitjan anys 80 el disseny de mobles d'Al Bayati feu un gir audaç -influenciat potser per l'ona d'arquitectes postmoderns. Els seus dissenys atreien l'atenció de clients extravagants que encarregaven suites per a les seues noces. Michael Collins en el seu llibre Post-Modern Design (Disseny postmodern) en diu: "El postmodernisme pluralista és evident en el mobiliari exòtic dissenyat per Basil Al Bayati (...) inspirat per torres tombes perses, mesquites del Caire, minarets i balconades de palaus mogols, per anomenar només unes poques fonts. Els seus són mobles de fantasia, inflexions cap al luxe i color islàmic".
Al 2000 Al Bayati va obrir Basil Leaf, la primera d'una sèrie de botigues d'aliments orgànics a Londres en què tots els mobles d'aliments i mostradors havien estat dissenyats per ell.
El disseny n'era extravagant i teatral: hi utilitzava personatges mitològics sumeris, carros, temples, elefants i fins i tot la catedral de Sant Basili com a fonts d'inspiració. Alhora, les peces eren creacions pràctiques i funcionals: vitrines, molinets de café, mostradors de fruita, etc.
Algunes d'aquestes peces es poden veure ara al seu centre de Màlaga.

### Cristalleria i ceràmica

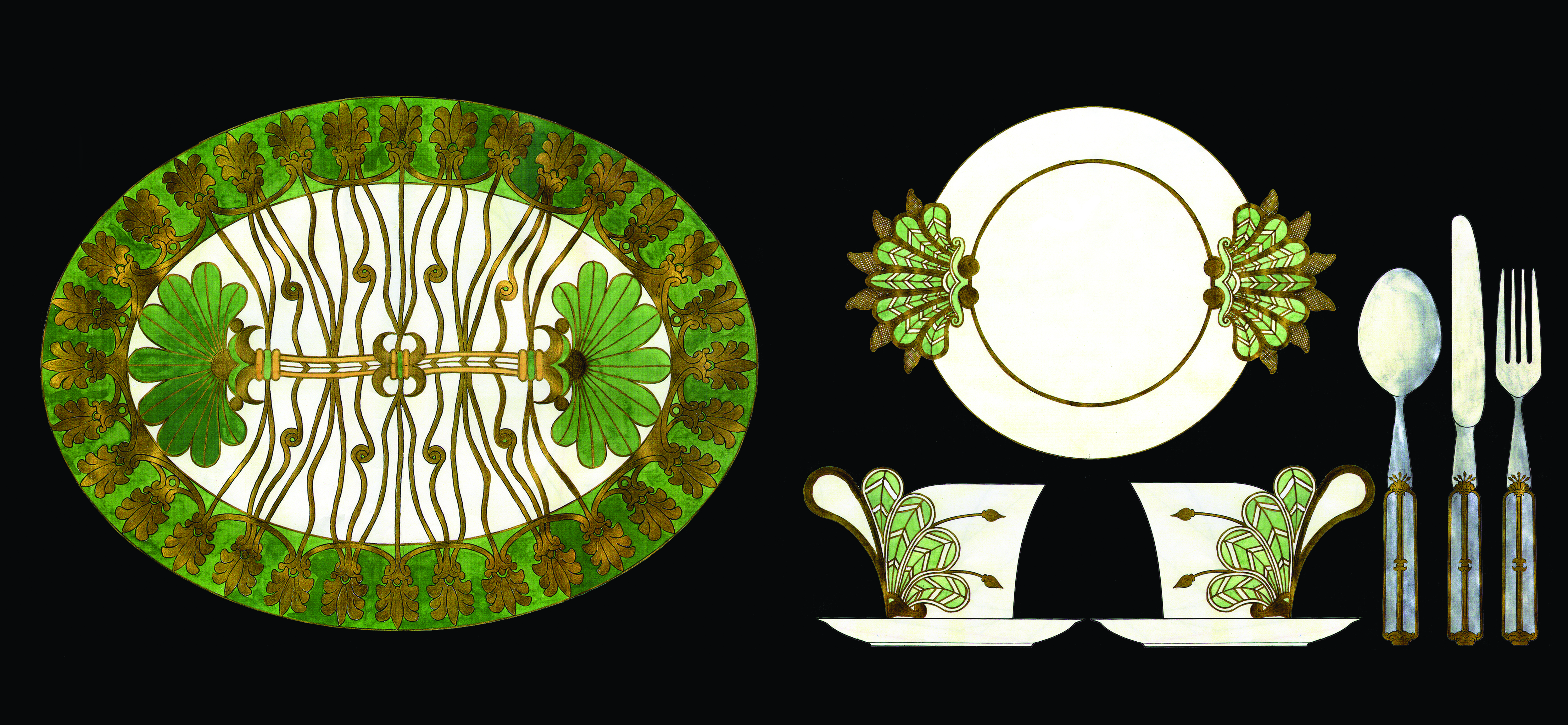
Palm Banqueting Suite

Al 1990, dissenya una col·lecció de coberts i vaixella, el "Palm Banqueting Suite", basat en el motiu de la palmera. Era una comanda única per a un dels seus edificis per a un client de Kuwait i el feu un artesà italià. Una reproducció d'aquest conjunt, realitzat al Marroc, es troba exhibit al centre de Màlaga.

### Pedra

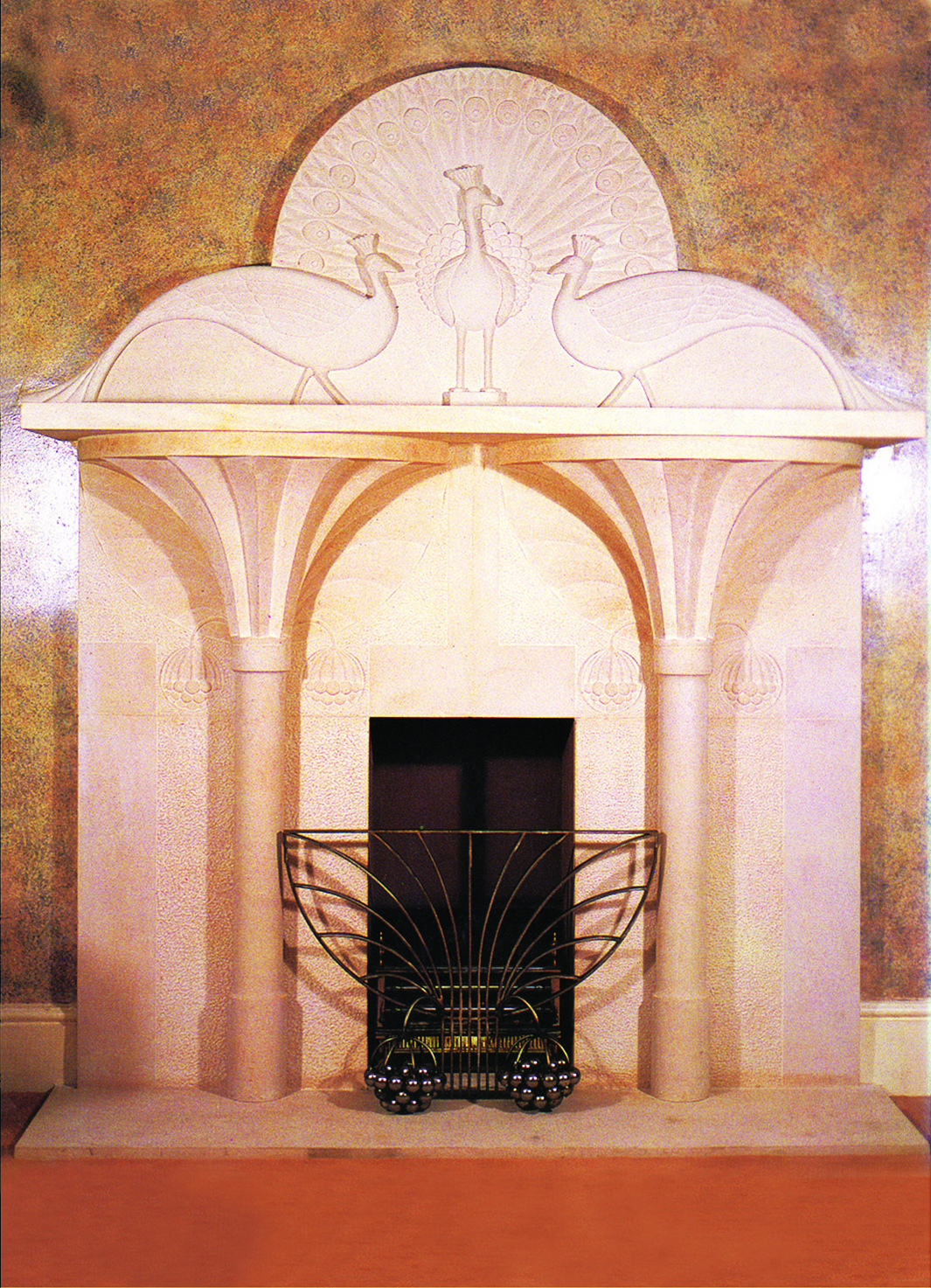
El fumeral "Palm Suite"

Al Bayati també ha dissenyat una sèrie d'obres de pedra en general, incloses en un disseny arquitectònic més gran. Dues de les més notables són la cascada d'aigua de Westbourne Terrace i el fumeral "Palm Suite", amb el seu adorn delicat de paó reial.

### Escriptura
A més a més de llibres sobre arquitectura, Al Bayati també ha publicat obres de ficció, psicologia i autobiografia, i ha escrit articles per a les revistes Building Design i Alam Al-Benaa entre d'altres.

### Llibres de Basil Al Bayati
- Al Bayati, Basil. Process and Pattern.  aarp, 1981. ISBN 0-906468-07-8.
- Al Bayati, Basil. Community and Unity.  Academy Editions/St. Martin's Press, 1983. ISBN 0-906468-07-8.
- Al Bayati, Basil. The City and the Mosque.  Oxford, 1984. ISBN 0-906468-08-6.
- Al Bayati, Basil. Basil Al-Bayati: Architect.  Academy Editions/St. Martin's Press, 1988. ISBN 0-85670-925-5.
- Al Bayati, Basil. Basil Al Bayati: Recent Works.  Academy Editions/Ernst & Sohn, 1993. ISBN 1-85490-170-2.
- Al Bayati, Basil. Basil Al-Bayati: Conceptualist.  Genivs Loci, 2008. ISBN 978-88-903666-2-8.
- Al Bayati, Basil. The Age of Metaphors.  Fabulist, 2011. ISBN 978-0-9571235-0-2.
- Al Bayati, Basil. Baghdad: Memories of an Architect.  Fabulist, 2012. ISBN 978-0-9571235-1-9.
- Al Bayati, Basil. In Days of Old.  Fabulist, 2014. ISBN 978-0-9571235-3-3.
- Al Bayati, Basil. Creativity in Architectural Design.  Fabulist, 2015. ISBN 978-0-9571235-5-7.
- Al Bayati, Basil. The Sun, The Moon, The Architecture of Time.  Fabulist, 2015. ISBN 978-0-9571235-4-0.

### Altres llibres
- Bingham, Neil. 100 Anys de Dibuixos d'Arquitectura: 1900-2000. Barcelona: Blume, 2012. ISBN 978-84-9801-378-8
- Hattstein, Markus & Delius, Peter. Islam: Art i Arquitectura. H.F. Ullmann, Berlín, 2007. ISBN 978-3-83313-536-1
- Collins, Michael. Papadakis, Andreas. Post-Modern Design. Londres: Academy Editions, 1989. ISBN 978-0-84781-136-6
- Reynolds, Dwight (ed.). The Cambridge Companion to Modern Arab Culture. Londres: Cambridge University Press, 2015. ISBN 978-0-52172-533-0
- Kultermann, Udo. Architecture in the 20th Century. Van Nostrand Reinhold, Nova York, 1993. ISBN 978-0-44200-942-7

## Llista d'obres

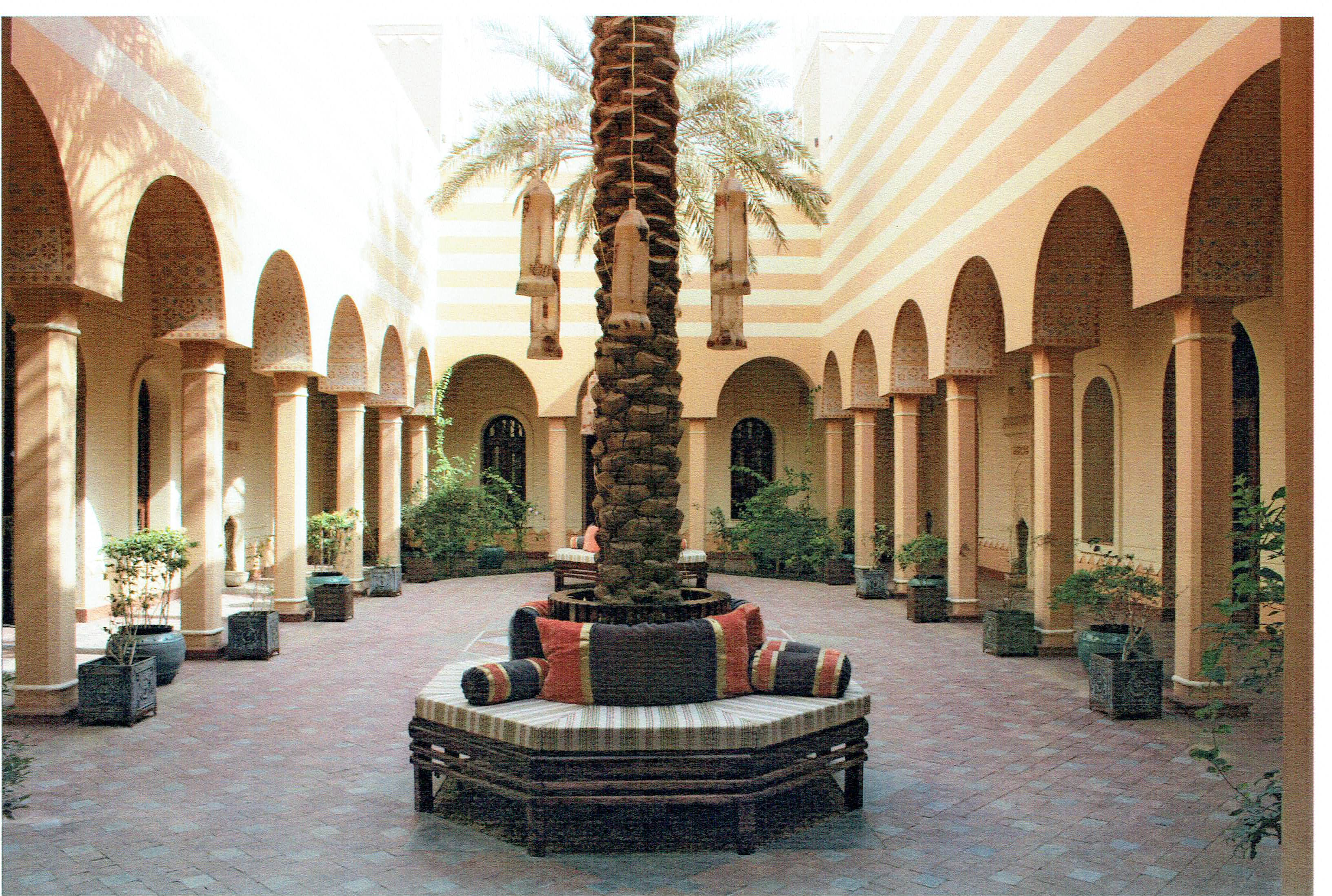
Seaside Xalet, Kuwait

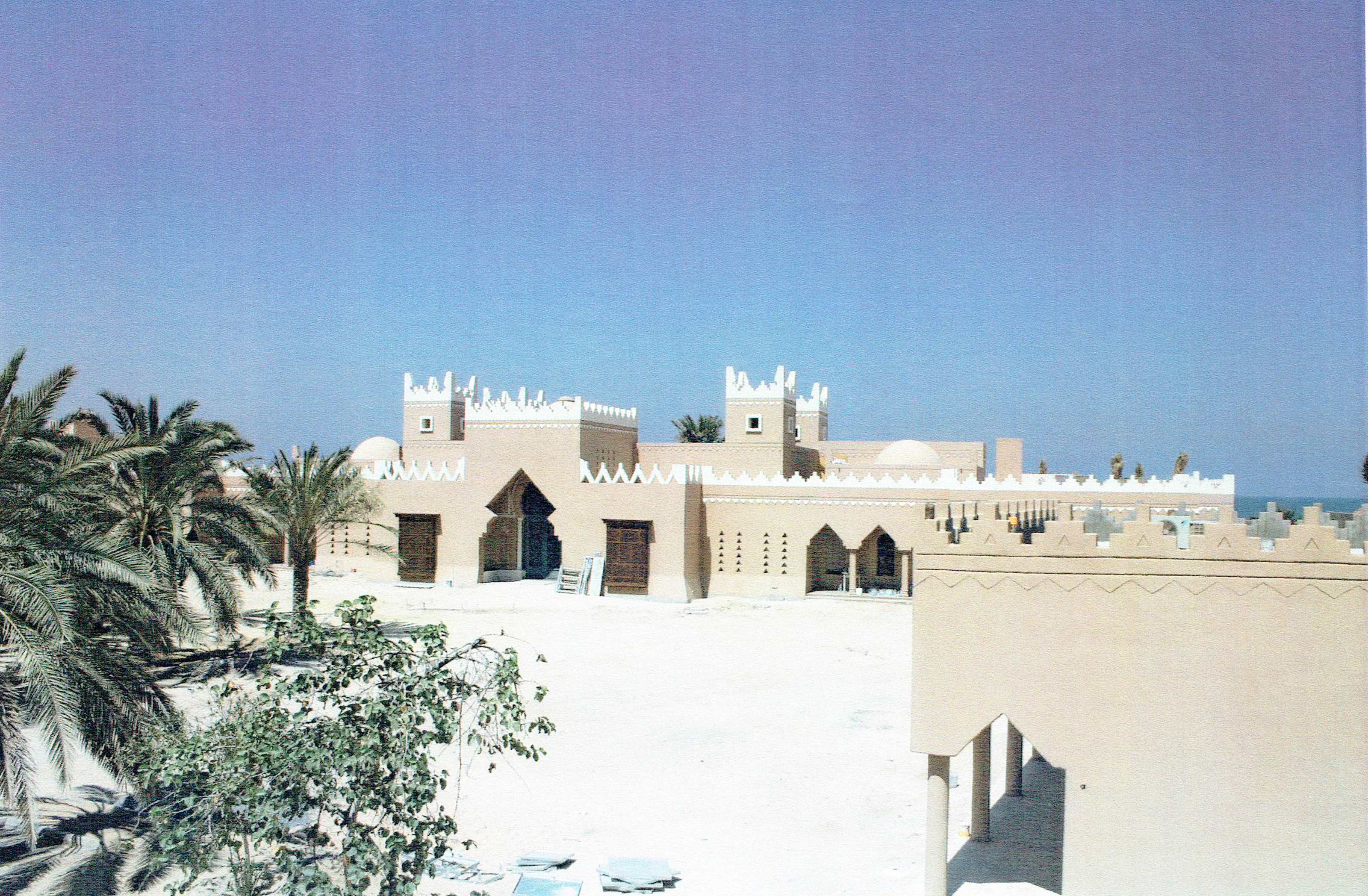
Seaside Xalet a Kuwait

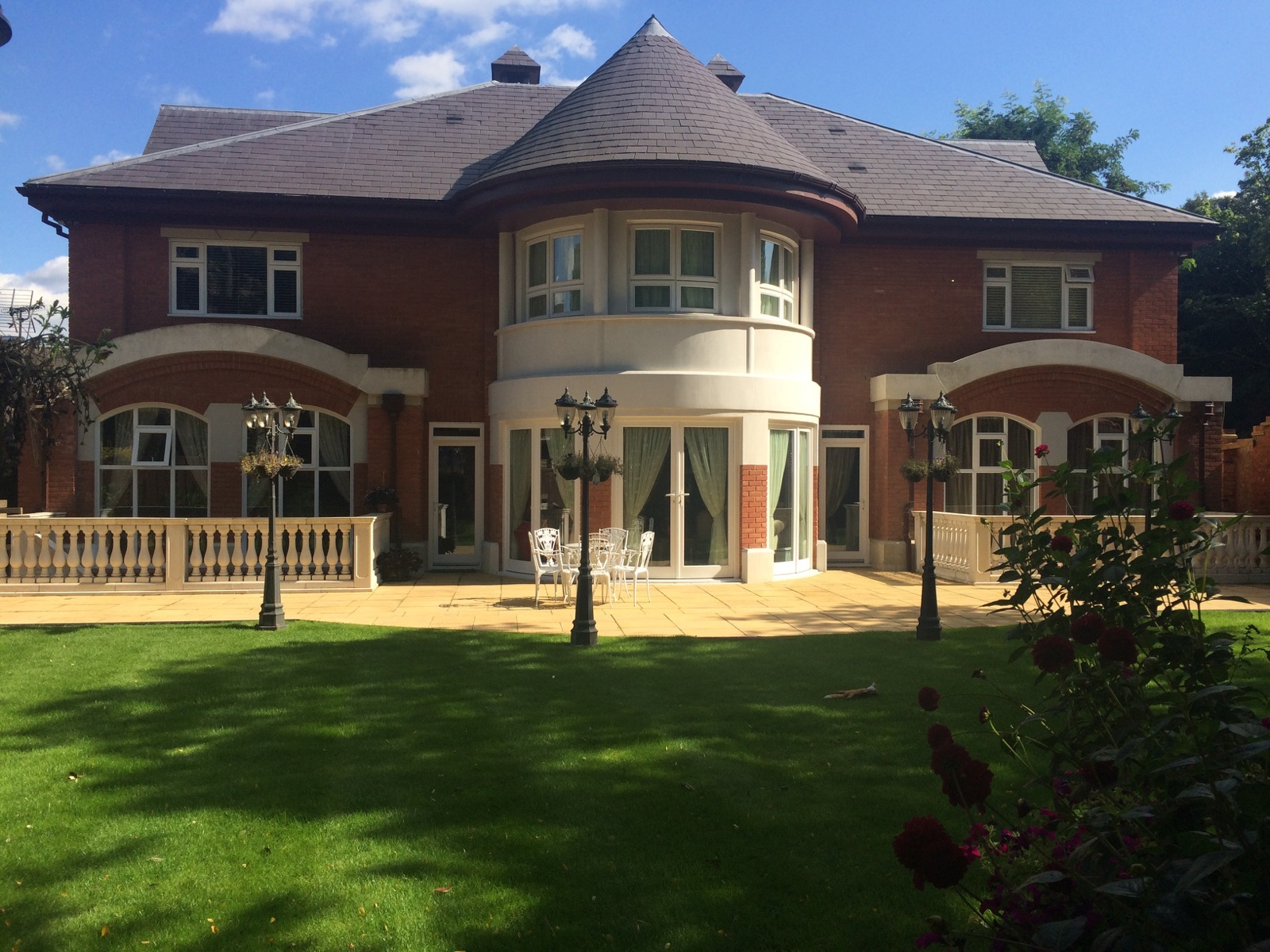
Wimbledon House

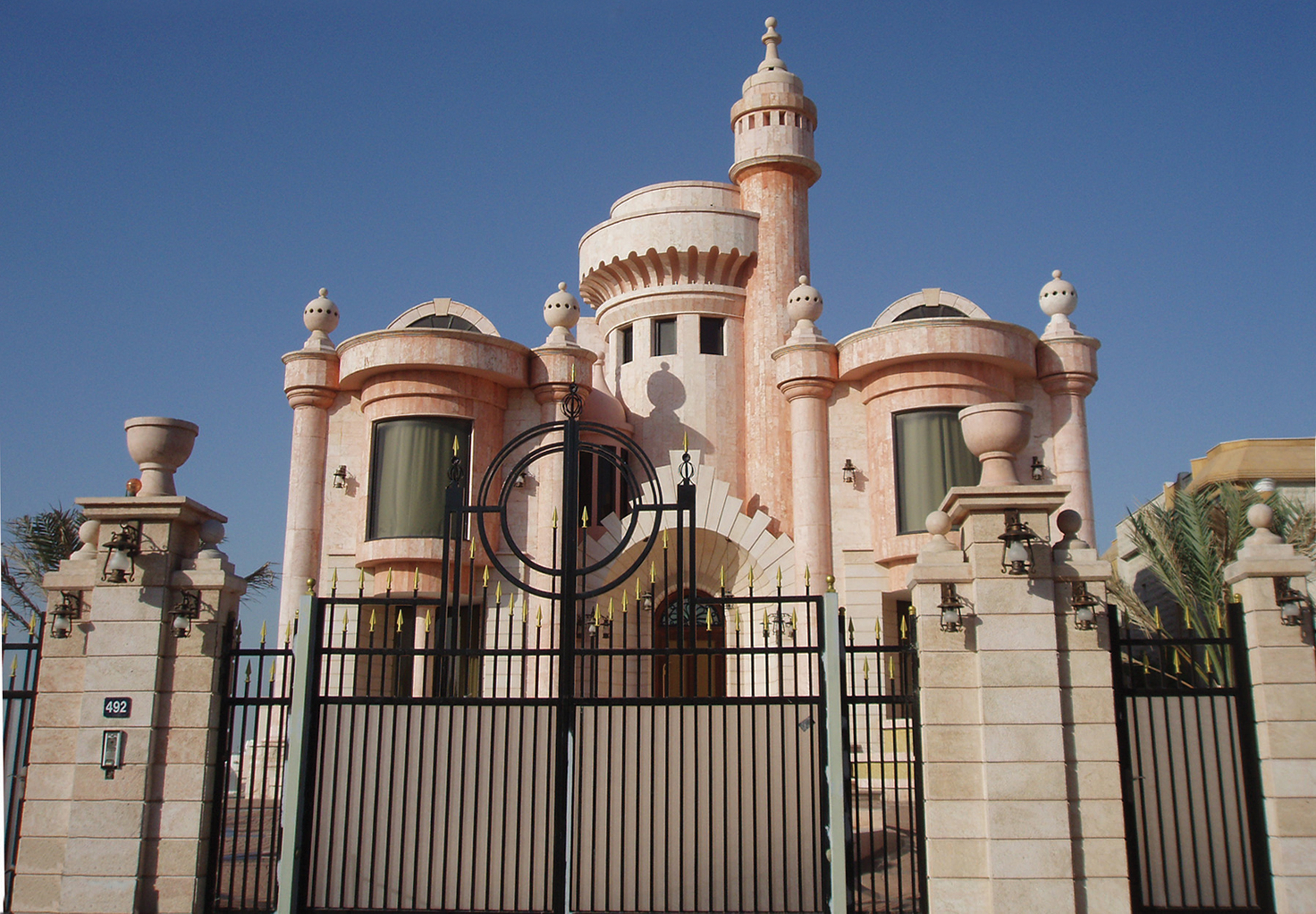
Jewel of Sharja

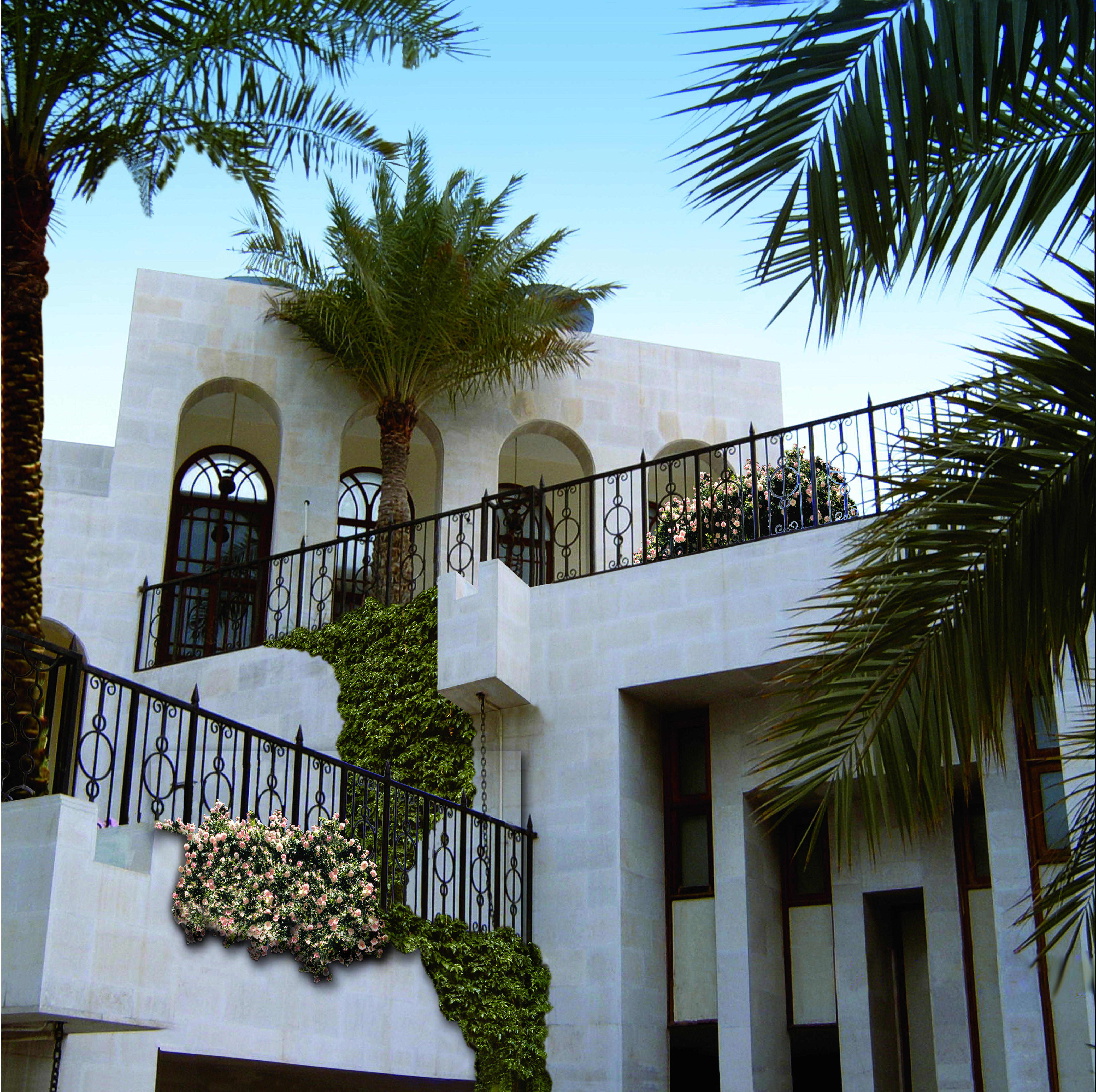
Hanging Garden Villa, Kuwait

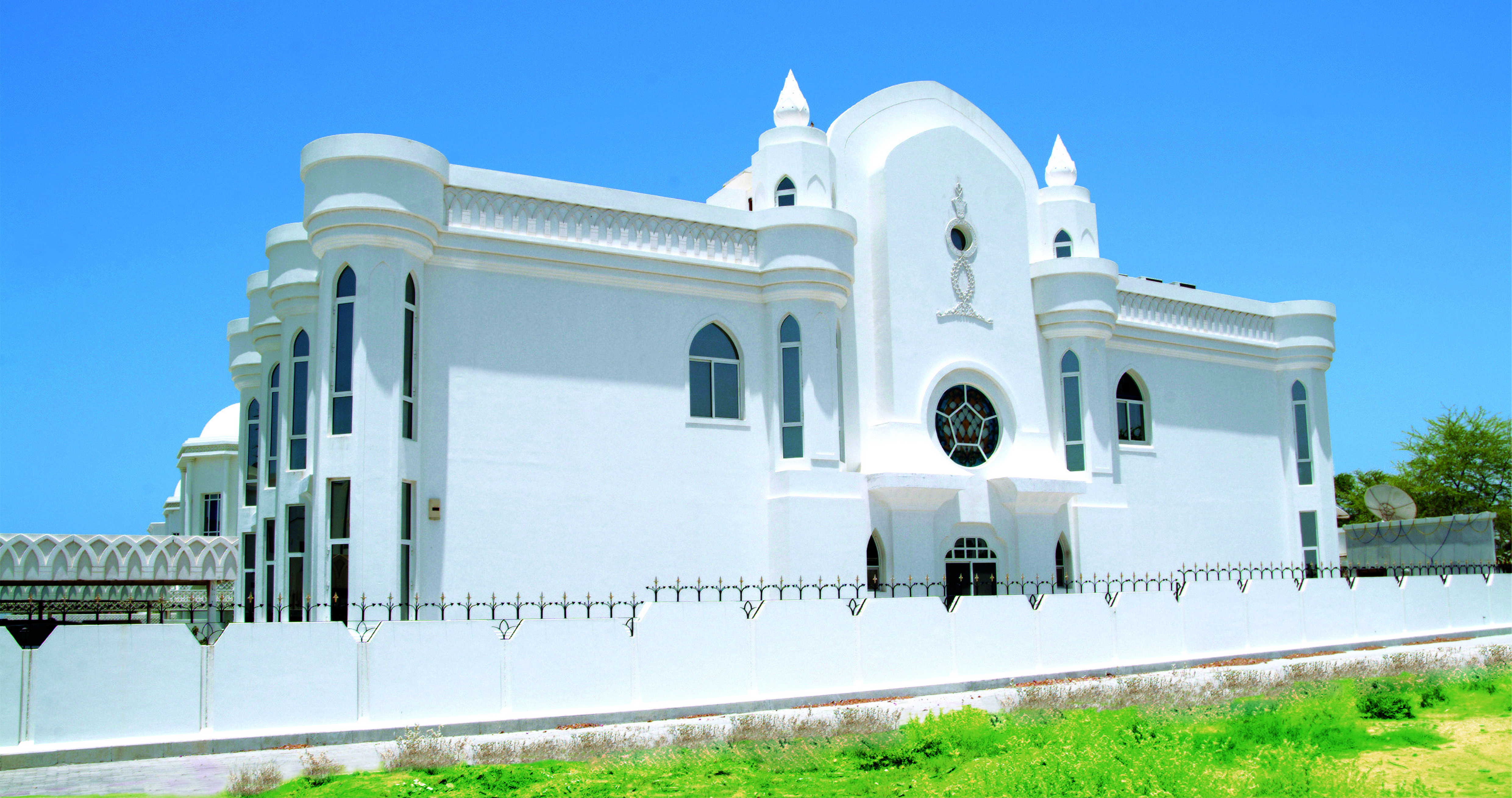
Oman Villa

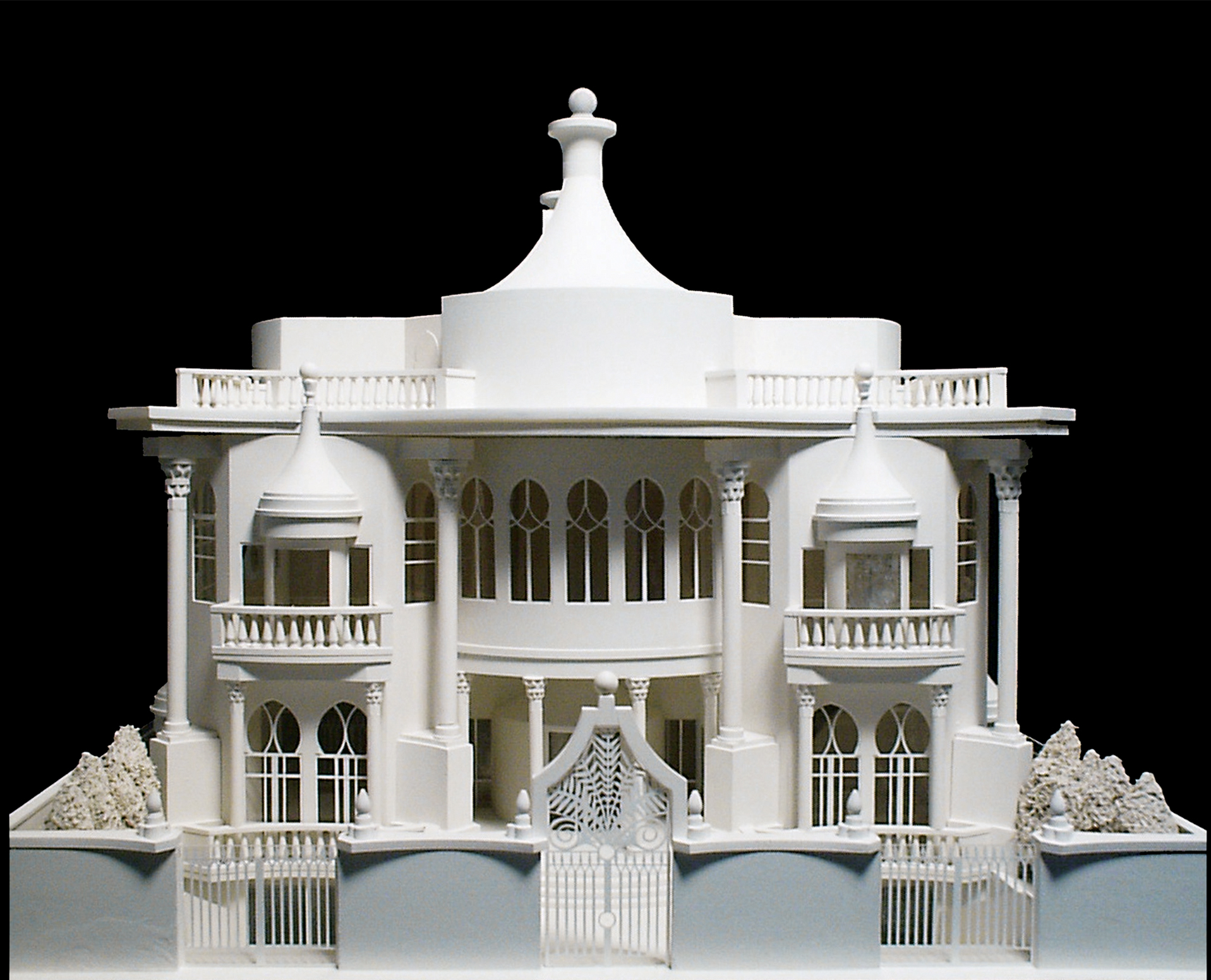
Arab Nouveau Villa, Kuwait

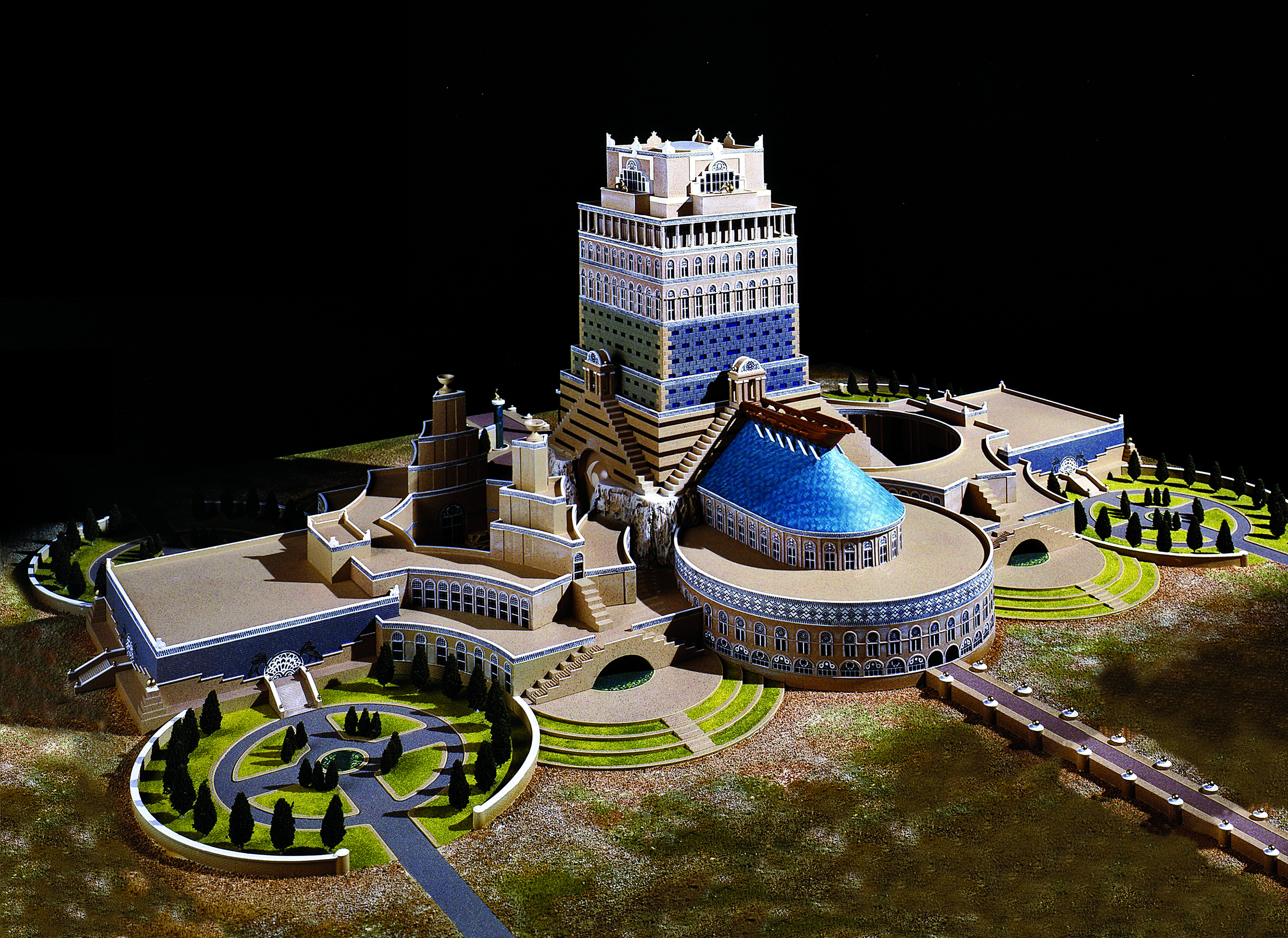
Qasir Ghumdan Hotel, Iemen

| Obra                                                | Localització    | Any  |
| Istath Wadiya, Domicili privat                      | Bàssora         | 1969 |
| Skeleton, Stadium                                   |                 | 1974 |
| The Dhow, Hotel                                     |                 | 1977 |
| Al-Mabkharah, Torre d'aigua                         |                 | 1979 |
| Hanging Gardens, Vila pati real                     | Kuwait          | 1979 |
| Ashburn Plau                                        | Londres         | 1982 |
| Ukhaider, Complex del govern                        |                 | 1982 |
| Centre residencial i comercial                      | Abu Dhabi       | 1982 |
| Westbourne Terrace                                  | Londres         | 1983 |
| The Hamman, Baños turcs i centre esportiu           |                 | 1983 |
| Movotel, Hotel                                      |                 | 1983 |
| Crystal Towers                                      | Londres         | 1983 |
| Crystal House                                       | Londres         | 1983 |
| Government House                                    | Aràbia Saudita  | 1983 |
| Camel Train, Monument                               |                 | 1984 |
| Cylinders, Oficines i centre comercial              |                 | 1984 |
| Seagull, Residència de la tercera edat              |                 | 1984 |
| Dream World, Isla Mágica i Palacio de Fantasia      |                 | 1984 |
| Mesquita de la Palmera, Universitat Rei Saud        | Riad            | 1984 |
| The Old Mill                                        | Londres         | 1984 |
| Maaber 1 & 2, Puente per als vianants               |                 | 1985 |
| St. Barbara House, Oficines                         |                 | 1985 |
| Pleasure, Pavelló                                   |                 | 1985 |
| Time, Garden Lodge                                  |                 | 1985 |
| Bliss Tweed Mill                                    | Chipping Norton | 1986 |
| Lisson Grove Development                            | Londres         | 1986 |
| Hammersmith Road                                    | Londres         | 1986 |
| St. Barbara's House                                 | Londres         | 1986 |
| Vihara, Centre comercial de poble                   |                 | 1986 |
| Orient Tower                                        | Estats Units    | 1986 |
| Tristar Office Building                             |                 | 1986 |
| Pavilion, House Art Gallery                         |                 | 1986 |
| Blue Bird, Office Building                          |                 | 1987 |
| Southall Town Centre                                | Londres         | 1987 |
| Boadicea, Pisos residencials                        |                 | 1987 |
| Scottish Castle, Banc                               |                 | 1987 |
| Denmark Hill                                        | Londres         | 1987 |
| Ship, Edifici residencial                           |                 | 1987 |
| Church Island House                                 | Londres         | 1987 |
| Diana House, Oficines i centre comercial            |                 | 1987 |
| Office Building                                     | Riad            | 1987 |
| Oculus, Oficina privada                             |                 | 1987 |
| Gul Bava Torbi                                      | Budapest        | 1987 |
| Mesquita d'Edimburg                                 | Edimburg        | 1987 |
| Mesquita i Centre Comunitari                        | Walsall         | 1988 |
| Golden Hillock Road                                 | Birmingham      | 1988 |
| Courtyard House                                     | Milton Keynes   | 1988 |
| Morning Flower Residence                            | Dubái           | 1988 |
| The Old Boat House                                  | Church Island   | 1988 |
| House in Riyadh                                     | Riad            | 1988 |
| Lord's View II, Penthouse & Duplexes                | Londres         | 1989 |
| Mova-Book, Biblioteca                               |                 | 1989 |
| Bibliotheca Alexandria                              | Egipte          | 1989 |
| Palace of Unity, Edifici del govern                 |                 | 1989 |
| Sana'a, Centre comercial                            |                 | 1989 |
| Centre comercial i residencial                      | Iemen           | 1989 |
| Medina Qaboos School                                | Oman            | 1990 |
| Hyde Park Gate Mews                                 | Londres         | 1990 |
| T.V Studios, Biblioteca i edifici administratiu     | Abu Dhabi       | 1990 |
| Budapest, Centre de Comerç                          |                 | 1990 |
| Qasir Ghumdan, Hotel i centre de conferències       | Iemen           | 1990 |
| Polyheight Office Building                          |                 | 1990 |
| Dakkah Project                                      | Iemen           | 1990 |
| Trade Centre                                        | Budapest        | 1990 |
| 27-30 Nicolson Square                               | Edimburg        | 1990 |
| Sinmar Palaces, Complex residencial                 |                 | 1990 |
| Bugsy, Kindergarten                                 |                 | 1990 |
| The Drive                                           | Middlesex       | 1991 |
| Anguilla, Hotal, Spa i Centre de Salut              |                 | 1991 |
| Seaside Complex                                     | Iemen           | 1991 |
| St. Cross, Allotjament per a estudiants             |                 | 1991 |
| St. Cross Road, Allotjament per a estudiants        | Oxford          | 1991 |
| College for Islamic Studies                         | Oxford          | 1991 |
| Fish Canning Factory                                | Iemen           | 1991 |
| Suburban House                                      | Londres         | 1992 |
| Private Residence                                   | Oman            | 1992 |
| Shopping Complex                                    | Oman            | 1992 |
| French, Seaside Xalet                               |                 | 1992 |
| Cedar Hotel                                         | Lebanon         | 1992 |
| Seaside Xalet                                       | Kuwait          | 1992 |
| Private Residence                                   | Iemen           | 1992 |
| Fortress, Residence                                 |                 | 1993 |
| Snail, Sala d'exposició de cotxes                   |                 | 1994 |
| Sinbad, Parc temàtic                                |                 | 1994 |
| Branches, Poble industrial                          |                 | 1995 |
| Awatif Sultan, Residència privada                   | Oman            | 1995 |
| Arab Nouveau Vila                                   | Kuwait          | 1999 |
| Dancing Dervish, Hotel                              |                 | 2000 |
| Ribs, Spa i centre de salut                         |                 | 2000 |
| Quadrangle, Residència privada                      |                 | 2003 |
| Jewel of Sharja, Residència família                 |                 | 2003 |
| Sky Castle, Complex residencial                     | 2004            |      |
| Gulf Wonders, Oficines i apartaments                |                 | 2005 |
| Amsterdam Height                                    |                 | 2005 |
| Flying Terraces, Centre comercial                   |                 | 2005 |
| Heart & Lung, Centre mèdic                          |                 | 2005 |
| Venezia Al-Khaleej, Complex residencial i comercial |                 | 2005 |
| Jawharat-Al-Khaleej, Centre d'artesania             |                 | 2006 |
| Burjabal, Edifici del govern                        |                 | 2006 |
| Burjisr, Mall, Hotel, Oficines i apartaments        |                 | 2006 |
| Minaret, Hotel i Apartaments                        |                 | 2006 |
| Samarkand, Tendes i apartaments                     |                 | 2005 |
| Octagon, Universitat privada                        |                 | 2005 |
| Jama Al Kitab, Mesquita i biblioteca                |                 | 2006 |
| Green Oak, Residència privada                       |                 | 2006 |
| Malwiya, Centre comercial                           |                 | 2006 |
| Indus-Chinese Vila                                  |                 | 2007 |

## Premis
- 1982: Primer premi al Concurs de Mesquita de la Universitat Rei Saud.[11]
- 1982: Tercer premi en el concurs de la Ciutat d'Abu Dhabi, UAE.[11]
- 1989: Atorgat una menció d'honor pel jurat internacional de 'Las Terrenas', concurs d'arquitectura, a la ciutat de Nova York.[11]
- 1990: Primer premi en un concurs de MECO Sana'a, Iemen (hotel i centre de conferències).[34]